# Andrzej Borodzik
Andrzej Borodzik (ur. 9 kwietnia 1930 w Sulejówku, zm. 13 sierpnia 2021 w Warszawie) – polski chemik, specjalista produkcji antybiotyków, instruktor harcerski w stopniu harcmistrza, przewodniczący ZHP (2005–2007), poseł na Sejm PRL IV i V kadencji.

## Życiorys
Syn Edwarda i Zofii. W 1942 wstąpił do Związku Harcerstwa Polskiego, początkowo w Szarych Szeregach – konspiracyjnym harcerstwie lat II wojny światowej. Był drużynowym w otwockich „Zawiszakach”, drużynowym 10 Lotniczej Drużyny Harcerskiej w Pułtusku, członkiem Komendy Hufca Pułtusk, a następnie jego komendantem. Pełnił również funkcję komendanta Hufca Warszawa-Centralna.
Absolwent Wydziału Chemii Uniwersytetu Warszawskiego. Od 1952 pracował jako technolog w Tarchomińskich Zakładach Farmaceutycznych, gdzie pełnił również funkcję sekretarza komitetu zakładowego PZPR. Przewodniczył Stołecznemu Komitetowi Frontu Jedności Narodu. W latach 1965–1972 był posłem na Sejm PRL IV i V kadencji z ramienia Polskiej Zjednoczonej Partii Robotniczej z okręgów kolejno Warszawa Praga (do 1969) i Warszawa Wola. Od 1971 był także członkiem Obywatelskiego Komitetu Odbudowy Zamku Królewskiego w Warszawie.
Od 1959 był wiceprzewodniczącym stołecznej Rady Przyjaciół Harcerstwa. W latach 90. XX wieku był kierownikiem Wydziału Historii Głównej Kwatery ZHP, a od 2001 członkiem Głównej Kwatery i zarazem dyrektorem Muzeum Harcerstwa w Warszawie. Jest współorganizatorem Ruchu Seniorackiego i Krajowej Rady Kręgu Seniorów i Starszyzny.
3 grudnia 2005 został wybrany przez XXXIII Zjazd ZHP przewodniczącym ZHP. Funkcję pełnił do 9 września 2007, kiedy złożył rezygnację na XXXV Zjeździe Nadzwyczajnym ZHP (w ponownych wyborach przegrał z hm. Adamem Massalskim).
Brat Feliksa, przewodniczącego ZHR w latach 1995–1999. Instruktor Hufca ZHP Otwock.
Pochowany na cmentarzu Wojskowym na Powązkach.

## Odznaczenia
- Krzyż Oficerski Orderu Odrodzenia Polski
- Krzyż Kawalerski Orderu Odrodzenia Polski
- Srebrny Krzyż Zasługi
- Krzyż Armii Krajowej
- Srebrny Medal „Za zasługi dla obronności kraju”
- Złoty Krzyż „Za Zasługi dla ZHP”
- Krzyż „Za Zasługi dla ZHP” z Rozetą z Mieczami